# Raffaele Mastellari
Raffaele Mastellari (Sant'Agostino, 18 aprile 1904 – Bologna, 23 ottobre 1981) è stato un arbitro di calcio italiano.

## Biografia
Originario del ferrarese, nasce a Sant'Agostino, oggi nel comune di Terre del Reno, si trasferisce con la famiglia a Bologna.
Inizia ad arbitrare nel 1923 dopo aver superato l'esame di ammissione ed ottenuto la tessera dell'A.I.A..
A partire dalla stagione 1926-1927 il C.I.T.A. (Comitato Italiano Tecnico Arbitrale), lo promuove "arbitro federale" abilitandolo alla direzione delle gare di Seconda Divisione, Prima Divisione e Divisione Nazionale.
È fra gli arbitri che nel 1927, unendo gli arbitri del Comitato U.L.I.C. di Bologna (nato nel 1922) a quelli F.I.G.C., andarono a costituire il Gruppo Arbitri Bolognesi "G.Sarto".
Dal 1927 al 1929 arbitra 17 incontri nel massimo campionato di calcio, che all'epoca si chiamava Divisione Nazionale, esordendo a Torino il 13 febbraio 1927 arbitrando la partita Juventus-Alba Audace (1-0).
Dal 1929 al 1938 ha diretto 103 partite in dieci stagioni di Serie A e la sua ultima direzione è stata la partita Napoli-Triestina del 16 ottobre 1938.
Nel 1936 e nel 1938 ha arbitrato le finali di Coppa Italia.